# 21 مايو
- السبت
- الأحد
- الاثنين
- الثلاثاء
- الأربعاء
- الخميس
- الجمعة

- 2628 شوال 1446  هـ
- 2729 شوال 1446  هـ
- 2830 شوال 1446  هـ
- 291 ذو القعدة 1446  هـ
- 302 ذو القعدة 1446  هـ
- 13 ذو القعدة 1446  هـ
- 24 ذو القعدة 1446  هـ
- 35 ذو القعدة 1446  هـ
- 46 ذو القعدة 1446  هـ
- 57 ذو القعدة 1446  هـ
- 68 ذو القعدة 1446  هـ
- 79 ذو القعدة 1446  هـ
- 810 ذو القعدة 1446  هـ
- 911 ذو القعدة 1446  هـ
- 1012 ذو القعدة 1446  هـ
- 1113 ذو القعدة 1446  هـ
- 1214 ذو القعدة 1446  هـ
- 1315 ذو القعدة 1446  هـ
- 1416 ذو القعدة 1446  هـ
- 1517 ذو القعدة 1446  هـ
- 1618 ذو القعدة 1446  هـ
- 1719 ذو القعدة 1446  هـ
- 1820 ذو القعدة 1446  هـ
- 1921 ذو القعدة 1446  هـ
- 2022 ذو القعدة 1446  هـ
- 2123 ذو القعدة 1446  هـ
- 2224 ذو القعدة 1446  هـ
- 2325 ذو القعدة 1446  هـ
- 2426 ذو القعدة 1446  هـ
- 2527 ذو القعدة 1446  هـ
- 2628 ذو القعدة 1446  هـ
- 2729 ذو القعدة 1446  هـ
- 281 ذو الحجة 1446  هـ
- 292 ذو الحجة 1446  هـ
- 303 ذو الحجة 1446  هـ
- 314 ذو الحجة 1446  هـ
- 15 ذو الحجة 1446  هـ
- 26 ذو الحجة 1446  هـ
- 37 ذو الحجة 1446  هـ
- 48 ذو الحجة 1446  هـ
- 59 ذو الحجة 1446  هـ
- 610 ذو الحجة 1446  هـ

21 مايو أو 21 أيَّار أو 21 مايس أو 21 نوَّار أو يوم 21 \ 5 (اليوم الحادي والعشرون من الشهر الخامس) هو اليوم الحادي والأربعون بعد المئة (141) من السنوات البسيطة، أو اليوم الثاني والأربعون بعد المئة (142) من السنوات الكبيسة وفقًا للتقويم الميلادي الغربي (الغريغوري). يبقى بعده 224 يوما لانتهاء السنة.

## أحداث
- 905 - كي نو تسورايوكي وفريقه ينتهون من تدوين كوكين واكاشو.
- 1291 - المسلمين بقيادة الأشرف قلاوون يستردون مدينة صيدا من أيدي الصليبيين، وبذلك قضي على الوجود الصليبي تمامًا في الشام بعد أن ظل نحو مائتي عام.
- 1471 - قتل ملك إنجلترا هنري السادس في سجنه.
- 1851 - كولومبيا تلغي الرق.
- 1864 - إعلان روسيا القيصرية نهاية الحرب الروسية الشركسية، وإجبار أكثر من 2 مليون من الشركس على مغادرة وطنهم.
- 1871 - الحكومة الفرنسية تغزو كومونة باريس وتقاتل سكانه لتقتل منهم نحو 20000 في أسبوع دامي.
- 1879 - مدمرتان تشيليتان تغلقا «ميناء إيكيكي» التشيلي وتشتبكا مع مدمرتين بيروفيتين وذلك أثناء حرب المحيط الهادئ (1879-1884).
- 1881 - تأسيس الصليب الأحمر الأمريكي.
- 1904 - تأسيس الاتحاد الدولي لكرة القدم / فيفا في باريس.
- 1927 - تشارلز لندبرغ يكمل طيرانه الفردي عبر المحيط الأطلسي من الولايات المتحدة.
- 1932 - أميليا إيرهارت تصبح أول امرأة تطير منفردة عبر المحيط الأطلسي من الولايات المتحدة.
- 1936 - اعتقال سادا آبه بعد تجوالها في أحياء طوكيو حاملة الأعضاء الجنسية لحبيبها لعدة أيام، وهي الحادثة التي أصبحت ملهمًا للعديد من الأعمال الأدبية.
- 1941 - الغواصات الألمانية «يو بوت» تغرق سفينة أمريكية على بعد 950 ميل من سواحل البرازيل وذلك أثناء الحرب العالمية الثانية.
- 1953 - تسليم الحاج التهامي الكلاوي للمقيم العام في المغرب عريضة تحمل توقيع 287 باشا وقائد يطالبون فيها بخلع السلطان محمد الخامس.
- 1980 - الصين تطلق ثاني صاروخ عابر للقارات لها.
- 1991 - اغتيال رئيس الوزراء الهند السابق راجيف غاندي من قبل جماعة سريلانكية متطرفة تنتمي لنمور التاميل الإنفصاليين الغاضبين لوقفه الدعم الهندي لحركتهم.
- 1998 - سوهارتو يتنحى من رئاسة إندونيسيا بعد 32 عامًا في الحكم.
- 2000 - انتحار رئيس وزراء سوريا الأسبق محمود الزعبي المتهم بتهم فساد والموجود بمنزله تحت الإقامة الجبرية.
- 2003 - زلزال يضرب ولاية بومرداس الواقعة شرق الجزائر العاصمة ويخلف نحو 2300 قتيلاً.
- 2006 - جمهورية الجبل الأسود تعلن رسميًا استقلالها عن جمهورية صربيا عبر استفتاء شعبي. وبذلك ينتهي اتحاد صربيا والجبل الأسود.
- 2008 - الأفرقاء اللبنانيون يوقعون في العاصمة القطرية الدوحة على «اتفاق الدوحة» الذي نص على انتخاب قائد الجيش العماد ميشال سليمان رئيسًا للجمهورية وتشكيل حكومة وحدة وطنية، ورئيس مجلس النواب اللبناني يعلن عن فك اعتصام المعارضة في «ساحة رياض الصلح» ببيروت والمستمر منذ 1 ديسمبر 2006 فورًا.
- 2009 -
  - قبل يوم من الذكرى التاسعة عشر للوحدة اليمنية الرئيس السابق لجمهورية اليمن الديمقراطية الشعبية علي سالم البيض يدعو إلى انفصال الجنوب ويؤكد إنه سيقود المساعي المؤدية إلى هذا الإنفصال.
  - محكمة مصرية تصدر حكمًا بتحويل أوراق رجل الأعمال والسياسي هشام طلعت مصطفى ومحسن السكري لمفتي الديار المصرية الدكتور علي جمعة وذلك بعد إدانتهما بقتل المغنية اللبنانية سوزان تميم في دبي في عام 2008.
- 2011 - الجيش السوداني يعلن إجتياحه لمدينة أبيي المتنازع عليها مع جنوب السودان وسيطرته عليها وطرد قوات الجيش الشعبي لتحرير السودان منها بعد إعتدائها على قوات الأمم المتحدة والقوات المسلحة السودانية المرابطة هناك.
- 2012 -
  - انفجار انتحاري في صنعاء يخلف 120 قتيلاً.
  - تعيين أركادي دفوركوفيتش نائباً لرئيس الوزراء الروسي دميتري مدفيديف
- 2014 - بداية انحسار الفيضانات التي تضرب جنوب شرق أوروبا والتي خلفت أكثر من 51 قتيلًا.
- 2016 -
  - مقتل زعيم طالبان أختر محمد منصور بصاروخ من طائرة أميركية بدون طيار.
  - وفاة 23 شخصا على الأقل وإجلاء نحو 500 ألف آخرين، جراء الإعصار "روانو" الذي ضرب سواحل بنغلاديش.
- 2017 - اختتام قمة الرياض 2017 بين الرئيس الأمريكي ورؤساء الدول العربية والإسلامية.
- 2019 - فوز الرئيس الإندونيسي جوكو ويدودو بِولايةٍ رئاسيَّةٍ ثانية بعدما حصد ما نسبته 55.50% من أصوات الناخبين في الانتخابات العامَّة التي جرت يوم 17 أبريل 2019.
- 2021 - وقف إطلاق نار غير مشروط في غزة بوساطة مصرية، وذلك بعد اشتباكات دامت 11 يومًا.
- 2025 - مسلح يقتل اثنين من موظفي سفارة إسرائيل في واشنطن العاصمة خلال فعالية استقبال الدبلوماسيين الشباب.

## مواليد
- 427 ق.م - أفلاطون، فيلسوف إغريقي.
- 1471 - آلبرخت دورر، رسام ألماني.
- 1527 - فيليب الثاني، ملك إسبانيا.
- 1688 - ألكسندر بوب، شاعر إنجليزي.
- 1792 - غاسبارد-غوستاف كوريوليس، مهندس وعالم رياضيات فرنسي.
- 1843 - شارل ألبير غوبا، سياسي سويسري حاصل على جائزة نوبل للسلام عام 1902.
- 1851 - ليون بورجوا، سياسي فرنسي حاصل على جائزة نوبل للسلام عام 1920.
- 1860 - فيلم أينتهوفن، طبيب هولندي حاصل على جائزة نوبل في الطب عام 1924.
- 1902 - مارسيل بروير، معماري هنغاري.
- 1912 - شوكت شقير، عسكري لبناني سوري.
- 1921 - أندريه ساخاروف، عالم نووي سوفيتي حاصل على جائزة نوبل للسلام عام 1975.
- 1934 - بنغت صمويلسون، عالم كيمياء حيوية سويدي، حصل على جائزة نوبل في الطب عام 1982
- 1936 - غونتر بلوبل، عالم أمريكي في علم الأحياء حاصل على جائزة نوبل في الطب عام 1999.
- 1942 - هالة حسني، ممثلة سورية.
- 1944 - ماري روبنسون، رئيسة جمهورية أيرلندا.
- 1947 - محمد العلي، ممثل سعودي.
- 1951 - كورت روثلسبيرغر، حكم كرة قدم سويسري.
- 1966 - فرانسوا أومام بييك، لاعب كرة قدم كاميروني.
- 1977 -
  - كوينتون فورتشن، لاعب كرة قدم جنوب أفريقي.
  - قصي خضر، مغني سعودي.
- 1978 - برونو باستو، لاعب كرة قدم برتغالي.

## وفيات
- 619 - أبو طالب بن عبد المطلب عم الرسول محمد
- 913 - عبيد الله بن عبد الله الخزاعي، أمير طاهري وأديب وشاعر عراقي.
- 1471 - هنري السادس، ملك إنجلترا.
- 1481 - كريستيان الأول، ملك الدنمارك والنرويج والسويد.
- 1790 - توماس وارتون، شاعر إنجليزي.
- 1928 - هيديو نوغوتشي، عالم أحياء دقيقة ياباني.
- 1929 - أرشيبالد بريمروز، رئيس وزراء المملكة المتحدة.
- 1935 - جين آدمز، فيلسوفة أمريكية حاصلة على جائزة نوبل للسلام عام 1931.
- 1964 - جيمس فرانك، عالم فيزياء ألماني حاصل على جائزة نوبل في الفيزياء عام 1925.
- 1983 - أمل دنقل، شاعر مصري.
- 1991 - راجيف غاندي، رئيس وزراء الهند.
- 2000 - محمود الزعبي، رئيس وزراء سوريا.
- 2008 - عبد الودود شلبي، مفكر وعالم دين مصري.
- 2011 - نادية عزت، ممثلة مصرية.
- 2013 - صالح عبيد، سياسي تونسي.
- 2014 - مدحت السباعي، مخرج مصري.
- 2015 - جاسم الخرافي، سياسي كويتي ورئيس مجلس الأمة سابقا.
- 2016 - أختر محمد منصور، زعيم تنظيم طالبان.
- 2018 - أسماء حمزة، مغنية وملحنة سودانية.
- 2020 -
  - مأمون الفرخ، ممثل ومخرج مسرحي سوري.
  - رومينا أشرفي، طفلة إيرانية ضحية قتل شرف من قبل والدها.

## أعياد ومناسبات
- اليوم العالمي للتنوع الثقافي من أجل الحوار والتنمية.
- يوم الحداد الشركسي.
- عيد الاستقلال في الجبل الأسود.
- يوم البحرية في تشيلي.
- اليوم العالمي للشاي.

## وصلات خارجية
- وكالة الأنباء القطريَّة: حدث في مثل هذا اليوم.
- النيويورك تايمز: حدث في مثل هذا اليوم.
- BBC: حدث في مثل هذا اليوم.